# 6e Luchtlandingsdivisie
De Britse 6e Luchtlandingsdivisie was een divisie van het Verenigd Koninkrijk gedurende de Tweede Wereldoorlog. De divisie werd op 23 mei 1943 opgericht en telde rond de 10.000 man aan parachutisten.

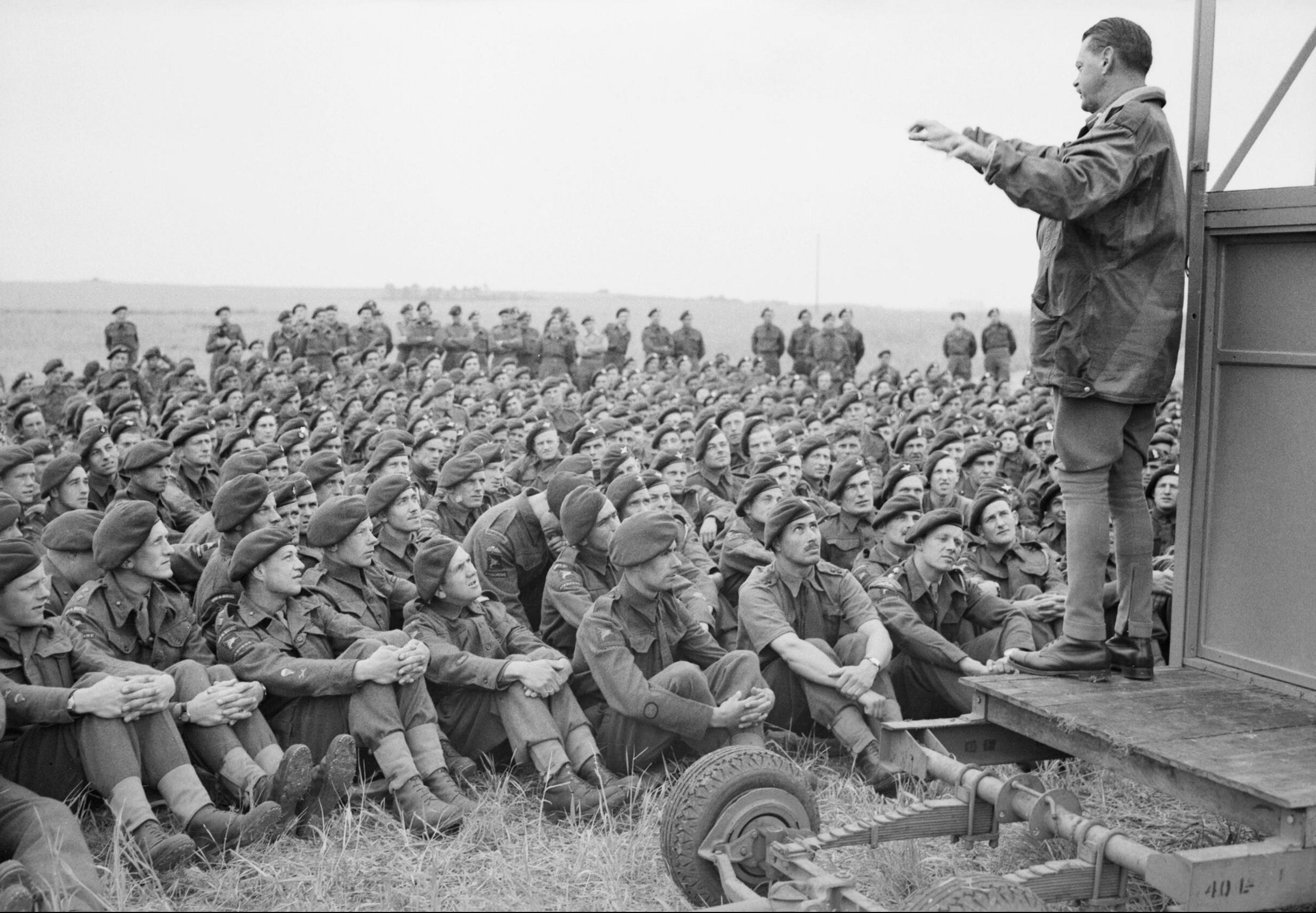
Officier Gale spreekt de divisie toe

De divisie vocht op 6 juni 1944 bij de landing in Normandië in de Britse sector en bezette een aantal bruggen, onder andere de Pegasusbrug die ze na een kwartier in handen kregen ten koste van twee doden. De rest van de divisie hergroepeerde en nam dorpen en geschutsbatterijen in.
Vanwege hun plek aan het front werd de divisie na D-day ingedeeld bij het Canadese 1e Leger als onderdeel van het Britse 1e Korps. Op 3 september 1944 is zij overgeplaatst naar een ander onderdeel. Na hun terugtrekking uit Normandië kreeg de divisie versterking en de werd ze voorlopig in reserve gehouden.
De divisie werd weer ingezet bij het terugslaan van het Duitse Ardennenoffensief (december 1944 - januari 1945) en bij Operatie Varsity in maart 1945, toen de Rijn bij Wesel werd overgestoken. Deze eendaagse was succesvol, maar hierbij werden zware verliezen geleden, zo'n 2700 doden, gewonden en vermisten, 15% van de ingezette troepen. Vervolgens trok de divisie op naar het noordoosten. Met de inname van Wismar op 2 mei 1945, enkele uren vóór het Sovjet 70e Leger, voorkwam de divisie dat de Sovjet troepen oprukten naar Lübeck.
De vijfde brigade van deze divisie werd in juli 1945 nog naar het Verre Oosten gestuurd, maar werd niet meer ingezet omdat vrij plotseling een eind kwam aan de oorlog tegen Japan in augustus 1945.